# Promachus vertebratus
Promachus vertebratus là một loài ruồi trong họ Asilidae. Promachus vertebratus được Say miêu tả năm 1823. Loài này phân bố ở vùng Tân Bắc giới.